# J/FPS-2雷達
J/FPS-2是日本航空自衛隊所使用的一种陸基固定型，用于对空警戒用的雷达。雷達天線為平板相位陣列設計，在垂直方向上掃描以偵測高度是利用相位/頻率的電子掃描方式，天線本身另以360度旋轉以涵蓋所有水平方位。由日本电气製，生产编号为NPG-880。20世纪80年代以来已配备了11座。現在已开始为了提升能力而对其实施维修改造。
在新旧更替中，除了将一部分更新为J/FPS-5，今后也计划更新为更新型的J/FPS-7。

## 配備
- 根室分屯基地（第26警戒隊）：1982年起運用
- 稚内分屯基地（第18警戒隊）：1987年起運用
- 大湊分屯基地（第42警戒群）：1980年起至2007年使用，2010年度末起更新为J/FPS-5。
- 山田分屯基地（第37警戒隊）：1989年起運用
- 御前崎分屯基地（第22警戒隊）
- 見島分屯基地（第17警戒隊）
- 海栗島分屯基地（第19警戒隊）
- 下甑島分屯基地（第9警戒隊）：使用至2006年，2008年度末起更新为J/FPS-5。
- 与座岳分屯基地 (第56警戒群)：使用至2009年，2011年度末起更新为J/FPS-5。
- 宮古島分屯基地（第53警戒隊）